# ブルース・デビッドソン (写真家)
ブルース・デビッドソン（Bruce Davidson、1933年9月5日 - ）は、アメリカ合衆国の写真家。1958年以来、マグナム・フォトの会員である。彼の写真、特にニューヨークのハーレムで撮影されたものなどは、様々なところで展示され、また出版されてきた。彼は、通常はよそ者に対して敵対的なコミュニティの姿を写真に収めることで知られている。

## 経歴と業績
少年期から写真に興味をもち、7歳から写真撮影に打ち込んでいたとされる。ロバート・フランク、ユージン・スミス、アンリ・カルティエ＝ブレッソンから芸術的な影響を受けた。
19歳のとき、デビッドソンは、フクロウを写した写真で、1952年コダック全国高校写真賞 (the 1952 Kodak National High School Photographic Award) を受賞し、初めて全国的な評価を得た。ロチェスター工科大学とイェール大学で、写真学や映像技術を学んだ。
徴兵されてフランスへ派遣され、アンリ・カルティエ＝ブレッソンの知遇を得る。24歳だった1957年に除隊した後、フリーランスのカメラマンとして『ライフ』に写真が掲載されるなどした。
（1958年にマグナムに参加した）直後の時期の従業な成果としては、『Brooklyn Gang』や『The Dwarf』がある。1961年から1965年にかけて、デビッドソンは、公民権運動の諸事件やその影響について、北部や南部を含め全米をまわって継続的取材に取り組み、一連の写真は彼の代表的な業績のひとつとなった。この取材活動にあたって、デビッドソンは1962年にグッゲンハイム・フェローシップを受給し、撮影された写真はニューヨーク近代美術館で展示された。公民権運動の記録を完成させたデビッドソンは、写真家としては初めて、全米芸術基金からの奨励資金を受けた。
デビッドソンが次に取り組んだプロジェクトは、著しい貧困の淵にあったイースト・ハーレムの区域で2年間にわたって取材し、1970年に発表された『East 100th Street』であり、これは彼の最も有名なプロジェクトとなった。こちらも、作品群はニューヨーク近代美術館で展示された。続いて、1970年代後半のニューヨーク市地下鉄網を捉えた古典的な作品群『Subway』が発表された。デビッドソンは、カラー写真を用いて、ギラつき、活き活きとした年の地下世界を記録した。その10年以上後、1990年代はじめに至り、デビッドソンは、4年をかけたセントラル・パークの探求を終えて、ニューヨーク市に捧げられた美しく、偉大な讃歌としてのセントラル・パークの姿を提示した。
1998年、デビッドソンは、再び東100丁目 (East 100th Street) に立ち戻り、かつて記録した時点から30年を経ての、再活性化、更新、変化を記録した。今回の再訪では、地区内でのスライド上映会なども行い、オープン・ソサエティ財団から、個人フェローシップ賞 (Individual Fellowship Award) を受賞した。
デビッドソンは、いずれも賞をとった2本の短編映画を監督しており、そのひとつは『Living off the Land』というドキュメンタリーで、もうひとつは、より超現実主義的な物語を描いた『Isaac Singer’s Nightmare and Mrs. Pupko’s Beard』である。
彼の『Brooklyn Gang』シリーズの中の1枚の写真は、ボブ・ディランの2009年のアルバム『トゥゲザー・スルー・ライフ』のカバーに使用された。
2011年のワールドフォトグラフィーアワードにおいて功労賞 (the Outstanding Contribution to Photography Award) を受賞した。
デビッドソンは、その後も、エディトリアル・フォトグラファーとして活動し続けている。